# Eunidia kinduensis
Eunidia kinduensis là một loài bọ cánh cứng trong họ Cerambycidae.